# Масинга, Фил
Фил Маси́нга (англ. Phil Masinga; 28 июня 1969, Клерксдорп, Южно-Африканская Республика — 13 января 2019, Йоханнесбург, Южно-Африканская Республика) — южноафриканский футболист, нападающий.

## Биография
Начинал карьеру в местных грандах «Джомо Космос» и «Мамелоди». В 1994 году при помощи известного агента ФИФА Марсело Хаусмана вместе с другой восходящей звездой южноафриканского футбола Лукасом Радебе перебрался в английский «Лидс». Командой в то время руководил Говард Уилкинсон. На Туманном Альбионе Масинга провёл 31 матч и забил 6 мячей. Среди его достижений можно отметить хет-трик в матче Кубка Англии с «Уолсоллом» 17 января 1995 года. Он достойно выступал в составе английского клуба, но не смог выдержать конкуренцию со стороны Тони Йебоа, Ноэля Уилсонаи Брайана Дина.
Позднее Фил перебрался в Швейцарию, где отыграл 10 матчей в составе местного «Санкт-Галлена». Оттуда он отправился на Апеннинский полуостров, где провёл лучшие в своей европейской карьере сезоны. В 2000 году нападающий порывался было вернуться в Британию и перейти в «Ковентри Сити», но так и не получил разрешение на работу в стране. Карьеру игрока пришлось заканчивать в экзотическом первенстве ОАЭ.
13 января 2019 года умер от рака в больнице Йоханнесбурга.

## Карьера в сборной
В качестве одного из лидеров сборной ЮАР Масинга закрепился после Кубка Африки’96, где «бафана-бафана» выиграла золотые медали. Именно гол Масинги в ворота команды Конго вывел южноафриканцев на ЧМ-98 во Франции.

## Достижения
Международные
/ ЮАР
- Кубок африканских наций — 1996
- Кубок африканских наций — 1998